# 순천 선암사 동·서 삼층석탑
순천 선암사 동·서 삼층석탑(順天 仙巖寺 東·西 三層石塔)은 전라남도 순천시, 선암사 사찰에 있는 통일신라 시대의 삼층석탑이다. 1963년 9월 2일 대한민국의 보물 제395호로 지정되었다.
절 안의 승선교를 지나 마당에 들어서면 대웅전 앞에 좌우로 서 있는 2기의 삼층석탑이다. 2단으로 이루어진 기단(基壇) 위에 3층의 탑신(塔身)을 올린 형태이다. 규모와 수법이 서로 같아서 같은 사람의 솜씨로 동시에 세워진 것임을 알 수 있다.

## 개요
선암사는 신라의 아도화상이 개창하여 비로암이라고 하였다고 하나 헌강왕 때에 도선(道詵)이 창건하여 선암사라고 하였다는 설이 더 믿을 만하다. 절 서쪽에 높이가 10여 장(丈)이나 되고 면이 평평한 큰 돌이 있는데, 사람들은 옛 선인이 바둑을 두던 곳이라고 하여, 이 때문에 ‘선암(仙岩)’이라는 절이름이 생겼다고도 한다. 
절 안의 승선교를 지나 마당에 들어서면 대웅전 앞에 좌우로 3층석탑 2기가 서있다. 2단으로 이루어진 기단(基壇) 위에 3층의 탑신(塔身)을 올린 형태이다. 규모와 수법이 서로 같아서 같은 사람의 솜씨로 동시에 세워진 것임을 알 수 있다.
기단의 각 면에는 모서리와 가운데에 하나씩의 기둥 모양을 새기고, 각 기단의 윗면에는 3층의 굴곡을 이룬 괴임돌을 두어 윗돌을 받치고 있다. 탑신은 몸돌과 지붕돌이 각각 하나의 돌로 되어 있고, 몸돌 모서리에는 기둥 모양이 새겨져 있다. 지붕돌은 처마밑이 수평이고 밑받침은 각 층이 4단이다. 지붕돌 정상에는 2단의 굴곡을 이룬 괴임이 있는데, 지붕돌에 이와 같은 수법을 한 것은 희귀한 일이다. 탑의 머리장식으로는 노반(露盤:머리장식받침)이 남아 있고 그 위에 작은 석재들이 놓여 있다.
이 두 탑은 완전히 동일한 수법으로 만들어졌으며, 각 부에 다소의 손상을 입기는 했으나 규율성이 느껴진다. 위와 아래의 비율도 건실하고 우아하며 신라시대 석탑의 전형 양식을 잘 계승하고 있다. 다만 기단의 가운데기둥 조각이 하나로 줄고 지붕돌 밑면의 받침수도 각 층 4단으로 줄어 신라 중기 이후인 9세기경에 만들어진 것으로 보고 있다.

## 갤러리

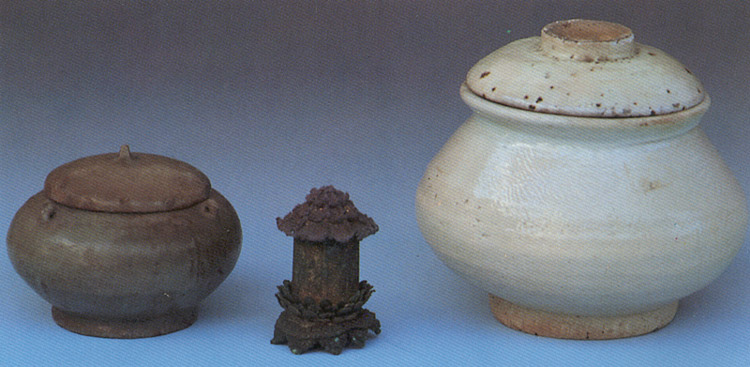
석탑에서 발견된 사리장엄구

## 같이 보기
- 선암사
- 순천 선암사 삼층석탑 사리장엄구 - 보물 제955호

## 참고 자료
- 순천 선암사 동·서 삼층석탑 - 국가유산청 국가유산포털